# Чармы

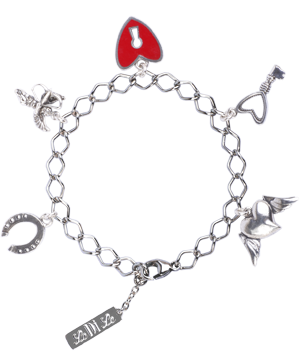
Чарм-браслет

Чармы; также шармы, ед.ч. шарм (от англ. charm «очарование, шарм, обаяние, чары, амулет») — маленькие тематические подвески, собирающиеся на браслет: отражают важные события жизни, несут определённый смысл или же просто носятся как украшения.

## Исторические сведения

### До чарм-браслетов

1800-е годы

Ещё в эпоху Неолита пещерные люди носили на запястьях амулеты для привлечения высших сил или как обереги от злых духов. Мужчины носили зубы и кости убитых ими животных, чтобы показать силу и воинственный дух и как напоминание о победах. Всё это учёные считают первыми видами чармов. В 1952 году на Ювелирном Индустриальном консилиуме поднимался вопрос о первоначальном происхождении чармов: «Мужчины носили грубо обработанные камни, обрамлённые в золото, ещё в период Неолита»(Statesville [NC] Daily Record, October 22, 1952). Археологи находили чармы повсеместно на протяжении довольно долгого времени.

### Чармы в древних цивилизациях
Как ювелирные изделия из драгоценных металлов и камней чармы появились в эпоху египетских фараонов. Именно в это время зафиксирован первый узнаваемый чарм-браслет. В Древнем Египте, Римской империи и многих других цивилизациях чармы носили для защиты от злых духов или на удачу.

### Средневековье
Рыцари носили чармы, полагая, что они способны защитить в бою. Чарм-подвески носили на поясах, тем самым показывая происхождение, политические взгляды или профессию. Обладателями чармов были также короли, члены королевской семьи и знатные люди.

### XIX век. Викторианская эпоха
Во многом на развитие ювелирного дела повлияли Золотая лихорадка 1849 года и открытие месторождения серебра Комсток-Лоуд в 1859 году. Считается, что на чарм-индустрию наибольшее влияние оказала королева Виктория. В 1893 году она была сфотографирована со своим чарм-браслетом, на котором крепились несколько подвесок-портретов с изображениями её детей, в частности — её третьего сына Артура, герцога Коннаутского, предположительно портрет выполнен художником Россом.
Основное веяние моды Викторианской эпохи — чармы в форме сердец с различными видами гравировок, эмалями, барельефами. Некоторые чармы изготавливались с механизмами, сердца открывались миниатюрными ключиками.

### Правления короля Эдуарда VII (1901—1910)
В 1901 году королём Англии становится Эдуард VII. В его правление развивается спорт и интерес к нему у британского общества. Именно в этот период истории женщины стали активно участвовать в спортивном досуге. После того как ношение тиары во время игры в гольф стало обыденностью, появился интерес к новому направлению ювелирного дела — спортивному. Заключение пари, ставки на турнирах развили заинтересованность к новому виду чармов — porte bonheurs - «чармов на удачу»: подков, свиней, бобов («luckybean»).

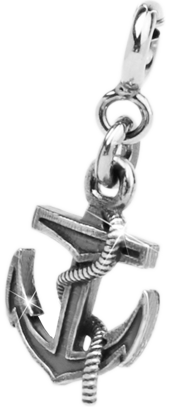
Чарм-подвеска

### Чармы в период Арт Нуво (1880—1914)
В период Арт Нуво развилось множество форм и стилей, однако, наибольшую популярность имели два направления. Первое (до 1900 г.) представляло собой сочные, пышные, яркие цветы и мягкие линии. Дизайнеры зачастую изображали девушек с длинными вьющимися косами или причёсками в стиле «Гибсон». Второе направление, основанное в Германии, называлось «молодёжным стилем» (от нем. Jugendstil). Основная концепция этого стиля — стилизованная абстракция и линейный дизайн. Все это нашло своё отражение в чармах. В общем, в период Арт Нуво дизайнеры работали с серебром, добавляя к изделиям полудрагоценные камни.

### Шумные 20-е
Первая Мировая война подорвала экономику Европы. Тем не менее, в течение 20-х годов Париж стал центром моды и ювелирного дела. Лидирующие французские ювелирные мастерские, такие как Tiffany, Cartier, Boucheron, Van Cleef & Arpels, сделали чарм-браслет иконой моды. Европейские модницы носили браслеты, полностью увешанные чармами, часто число чармов достигало 40 штук на одном браслете. Широкую популярность приобрели чармы азиатской тематики: серебряные и золотые изображения Будды, пагоды и рикши были выполнены с добавлением полудрагоценных камней. Чармы в виде животных также имели большую популярность. Браслеты с чармами в виде трио «собака-пингвин-кролик» были хитом 20-х годов XX столетия. Но ноу-хау этого времени стали спиннеры (от англ. Spinner). Они представляли собой диски, заключённые в рамку, которые под определенным углом зрения показывали надпись или картинку. Пожалуй, самыми популярными были спиннеры с надписями «ILOVEYOU» и «HAPPYBIRTHDAY».

### Времена Великой депрессии

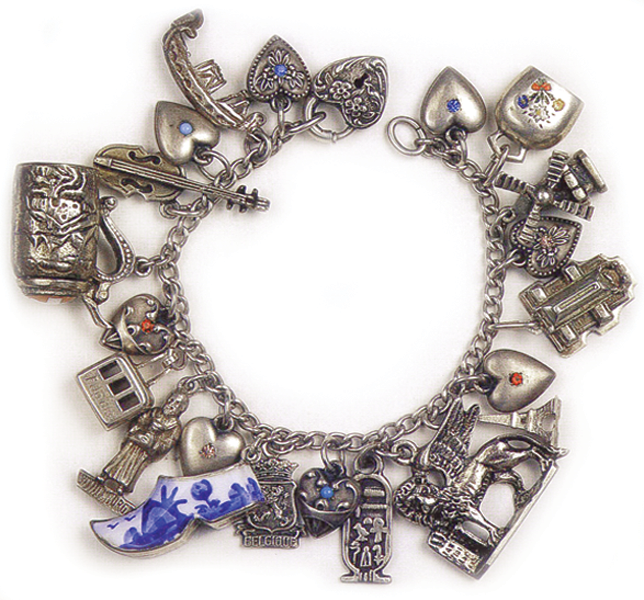
Американский чарм-браслет, состоящий из сердец-подвесок и чармов дорожной тематики.

Биржевой крах 1929 года в США называют началом Великой депрессии. Общее положение дел в начале 30-х годов снизило возможность покупать ювелирные изделия, интерес к чармам был снижен.
Тем не менее, с развитием Голливуда и кинематографии, возросла и роль чарм-браслетов. Голливуд в середине 30-х годов — место эскапизма, место, где люди могли забыть о трудностях жизни. «Вашингтон Пост» (англ. The Washington Post) говорил о чармах как о «решении проблемы выбора дневных украшений». Такие актрисы как Барбара Пеппер и Верре Тисдейл носили браслеты с несколькими десятками чармов. Предпочтение отдавалось стилю Викторианской эпохи: вензелям, сердцам, крупным цепям, эмали.

### Вторая Мировая война (1939—1945)
В 40-е годы резко подскочил интерес и, следовательно, потребность в чармах. Особую популярность имели чармы из серебра с гравировкой. Чармы дарили члены семьи и близкие друзья уходящим на фронт солдатам. Влюблённые обменивались чармами с надписями «Forget-me-not». Военные носили браслеты со своим ID-чармом: капсулой с надписью «My Identity», выгравированным званием и личным номером солдата.

### Послевоенное время. 50-е годы
В 50-е годы чармы достигли пика своей популярности. Развитие технологий — появление телевизора и радио-магнитофона, развитие аттракционов, повышение уровня образования — все это влияло и на развитие чарм-индустрии. Молодёжь носила браслеты с чармами-треугольниками — символами школ и колледжей. С приходом на ювелирный рынок Кокити Микимото, который ввел моду на культивированный жемчуг, стали появляться чармы с жемчужинами. Отдельным направлением чарм-индустрии стали чармы, несущие практическое применение: миниатюрные записные книжки, часы, брелоки для ключей.

### Конец XX века — наше время
В конце XX века появляются новые направления чарм-браслетов, например, итальянские чармы, появившиеся в конце XX столетия, представляют собой не типичные подвески, а звенья. Они крепятся друг за другом, с помощью специальных зацепок. Собранные звенья образуют браслет. На каждое звено наносятся всевозможные рисунки: от флагов и букв до эмалевых рисунков.
Многие известные люди собирают чарм-браслеты. Пожалуй, самая известная личность новейшей истории, носившая чармы — принцесса Диана .

#### Браслет принцессы Дианы
На первую годовщину свадьбы в 1982 году Чарльз подарил Диане браслет с чармом в виде коалы — в память о поездке в Австралию. Затем каждый год в течение первых десяти лет их брака он добавлял к браслету чармы, например, миниатюру собора Св. Паулса, где состоялось венчание Дианы и Чарльза. В 1982 и 1984 годах он подарил ей золотые буквы W и H, чтобы отметить рождение своих сыновей Уильяма и Гарри. Пуанты — Диана когда-то мечтала стать балериной - и теннисная ракетка, так как теннис — любимый вид спорта, маленького медвежонка — её любовь к плюшевым медведям. Яблоко показывает любовь Дианы к Манхеттену.
Однако наступило время, когда новые чармы перестали появляться на браслете, что тут же было отмечено светским обществом и журналистами. Только после рождения принца Гарри в 1984 году Диана надела чарм-браслет, к тому времени на нём уже были чармы с инициалами имен её сыновей. Диана не носила браслет на публике, для неё он был напоминанием о приятных моментах в её жизни.

### Пасхальные яйца Фаберже
Миниатюрное пасхальное яйцо, такое же, как и сотни других, сделанных Фаберже и другими российскими ювелирами. Они были чрезвычайно популярны как подарки, их часто собирали и вешали на одну цепочку. На одной такой цепочке могло быть несколько дюжин таких яиц.